# Clyde L. Herring

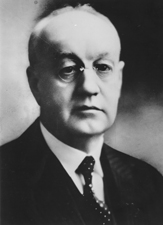
Clyde L. Herring

Clyde LaVerne Herring, född 3 maj 1879 i Jackson, Michigan, död 15 september 1945 i Washington, D.C., var en amerikansk demokratisk politiker. Han var guvernör i delstaten Iowa 1933–1937. Han representerade Iowa i USA:s senat 1937–1943.
Herring deltog i spansk-amerikanska kriget. Han flyttade 1906 till Iowa. Han tjänstgjorde i Iowas nationalgarde vid den mexikanska gränsen under första världskriget.
Herring förlorade guvernörsvalet i Iowa 1920 mot republikanen Nathan E. Kendall. Herring kandiderade sedan 1922 i fyllnadsvalet till USA:s senat men förlorade valet mot Smith W. Brookhart.
Herring utmanade ämbetsinnehavaren Daniel Webster Turner i guvernörsvalet 1932 och vann. Turner utmanade sedan i sin tur Herring två år senare och förlorade på nytt.
Herring besegrade sittande senatorn Lester J. Dickinson i senatsvalet 1936. Han kandiderade sex år senare till omval men förlorade mot George A. Wilson.
Herring var kongregationalist. Hans grav finns på Glendale Cemetery i Des Moines.